# Petra Behle
Petra Behle (f. Schaaf), född 5 januari 1969, är en tidigare tysk skidskytt.
Behles storhetsperiod var i slutet av 1980-talet och under 1990-talet. Hennes första VM-guld kom 1988. Behle var med i det tyska stafettlag som tog OS-guld 1998. Petra Behle är gift med den tidigare tyske längdåkaren Jochen Behle.